# Arlington (Minnesota)
Arlington ist eine Kleinstadt (mit dem Status „City“) im Sibley County im US-amerikanischen Bundesstaat Minnesota. Das U.S. Census Bureau hat bei der Volkszählung 2020 eine Einwohnerzahl von 2.247 ermittelt.

## Geografie
Arlington liegt im mittleren Süden Minnesotas am High Island Creek, einem kleinen Nebenfluss des Minnesota River. Die geografischen Koordinaten von Arlington sind 44°36′30″ nördlicher Breite und 94°04′50″ westlicher Länge. Die Stadt erstreckt sich über eine Fläche von 4,07 km².
Benachbarte Orte von Arlington sind Green Isle (10,5 km nordöstlich), Henderson (21,7 km südöstlich), Gaylord (13,2 km südwestlich) und New Auburn (18,3 km nordwestlich).
Die nächstgelegenen größeren Städte sind Minneapolis (94,1 km nordöstlich), Minnesotas Hauptstadt Saint Paul (106 km in der gleichen Richtung), Rochester (175 km südöstlich), Iowas Hauptstadt Des Moines (414 km südlich), Omaha in Nebraska (499 km südsüdwestlich), Sioux Falls in South Dakota (297 km südwestlich) und Fargo in North Dakota (390 km nordwestlich).

## Verkehr
Die Minnesota State Route 5 führt in Nordost-Südwest-Richtung als Hauptstraße durch das Stadtgebiet von Arlington. Alle weiteren Straßen sind untergeordnete Landstraßen, teils unbefestigte Fahrwege oder innerörtliche Verbindungsstraßen.
Parallel zur MN 5 führt eine Eisenbahnlinie der Minnesota Prairie Line durch Arlington, eine regionale (Class III) Eisenbahngesellschaft.
Der nächste größere Flughafen ist der Minneapolis-Saint Paul International Airport (92,2 km ostnordöstlich).

## Geschichte
Die heutige Stadt wurde 1856 angelegt. Aus alten Unterlagen geht hervor, dass am 11. Mai 1858 eine Versammlung der Bürger den Namen Arlington für den Ort und die Township festlegte.
In den 1860er und 1870er Jahren kamen viele deutsche Einwanderer in die Region. Dadurch hatte die Stadt eine Mehrheit von deutschstämmigen Einwohnern.
Im Jahr 1948 wurde Arlington als Home Rule Charter City inkorporiert und aus der Township herausgelöst.

## Demografische Daten
Nach der Volkszählung im Jahr 2010 lebten in Arlington 2233 Menschen in 911 Haushalten. Die Bevölkerungsdichte betrug 548,6 Einwohner pro Quadratkilometer. In den 911 Haushalten lebten statistisch je 2,38 Personen.
Ethnisch betrachtet setzte sich die Bevölkerung zusammen aus 94,1 Prozent Weißen, 0,1 Prozent Afroamerikanern, 0,1 Prozent amerikanischen Ureinwohnern, 0,7 Prozent Asiaten sowie 3,6 Prozent aus anderen ethnischen Gruppen; 1,4 Prozent stammten von zwei oder mehr Ethnien ab. Unabhängig von der ethnischen Zugehörigkeit waren 9,4 Prozent der Bevölkerung spanischer oder lateinamerikanischer Abstammung.
26,7 Prozent der Bevölkerung waren unter 18 Jahre alt, 55,7 Prozent waren zwischen 18 und 64 und 17,6 Prozent waren 65 Jahre oder älter. 52,1 Prozent der Bevölkerung war weiblich.
Das mittlere jährliche Einkommen eines Haushalts lag bei 47.163 USD. Das Pro-Kopf-Einkommen betrug 21.480 USD. 21,3 Prozent der Einwohner lebten unterhalb der Armutsgrenze.